# Техномарк
Техномарк (фр. Technomark) — французская компания, изобретатель первого в мире модульного ударно-точечного промышленного маркировочного аппарата MULTI 4 (патент № FR9914782, 1999 год). Компания основана в 1999 году во Франции. Сфера деятельности — проектирование и производство маркировочного оборудования.  

## Награды
- 2004 год — компании присвоена награда Classe-export Trophy за лучшее увеличение экспортных поставок за последние 3 года[3].
- 2008 год — компании присвоена награда Loirexport за лучшую экспортную деятельность[4].
- 2010 год — компания стала международным победителем награды MécaSphère[5][6][7][8][9].

## Технологии
Маркировка ударно-точечным способом — основана на нанесении индивидуальных точек (сферических углублений) карбидным пуансоном. Маркировочный пуансон приводится в действие с помощью электромагнита. Данным способом могут быть непрерывно маркированы детали из материалов твердостью до 63 HRC, такие как карбидный металл, различные виды сплавов, нержавеющая сталь, алюминий, никель, латунь, медь, и большое количество других материалов.
Техномарк является изобретателем модульного маркировочного оборудования для электромагнитной микроточечной ударной маркировки и связанной с ней технологии интеллектуального управления ударом IDI, позволяющей наносить маркировку на ровных и изогнутых поверхностях.